# Sara Ketiš
Sara Ketiš (sinh ngày 16, tháng 9, năm 1996) là một cầu thủ bóng đá người Slovenia chơi như một tiền đạo cho câu lạc bộ Serie A của Ý, ASD Pink Sport Time và đội tuyển bóng đá nữ quốc gia Slovenia.